# Sorbus pseudomeinichii
Sorbus pseudomeinichii är en rosväxtart som beskrevs av Ashley Robertson. Sorbus pseudomeinichii ingår i släktet oxlar, och familjen rosväxter. Inga underarter finns listade i Catalogue of Life.